# Until They Get Me
Until They Get Me er en amerikansk stumfilm fra 1917 af Frank Borzage.

## Medvirkende
- Pauline Starke som Margy
- Jack Curtis som Kirby
- Joe King som Selwyn
- Wilbur Higby som Draper
- Anna Dodge som Mrs. Draper